# Rodolfo Martín Arruabarrena
Rodolfo Martín Arruabarrena (Marcos Paz, 20 de juliol de 1975) és un exfutbolista argentí, que ocupava la posició de defensa. És conegut amb el malnom d'El Vasco (El basc). Des de l'agost de 2014, és l'entrenador del Boca Juniors.

## Trajectòria
Debuta professionalment al Boca Juniors argentí el 1993. Al club de la capital milita fins a l'any 2000, tret de l'Apertura 96, que és cedit a Rosario Central. A la tornada de la cessió, es fa amb la titularitat a Boca. Amb aquest equip hi va sumar 178 partits i 9 gols, tot guanyant l'Apertura 1998, el Clausura 1999 i la Copa Libertadores del 2000.
L'estiu del 2000, dona el salt a la competició espanyola per fitxar pel Vila-real CF, de la primera divisió. Al club valencià es converteix en un dels jugadors més importants d'aquests primers anys a la màxima categoria, arribant a ostentar la capitania de l'equip. Gols seus davant el Rangers i l'Inter de Milà van ajudar al Vila-real a arribar a les semifinals de la Champions League 05/06.
Al final de la temporada 06/07, l'argentí signa un contracte per l'equip grec de l'AEK Atenes. Juga 25 partits la temporada 07/08, atès que una lesió l'aparta dels terrenys de joc per uns mesos. El juliol del 2008 hi fitxa pel CA Tigre mexicà i el 2010 per la Universidad Católica de Xile on acabà la seva carrera.

## Selecció
Arruabarrena ha estat internacional amb l'Argentina en sis ocasions. Sense continuïtat, les seues aparicions amb el combinat albiceleste han estat dosificats entre 1994 i 2007. Hi va participar en la Copa Confederacions de 1995.